# Piksi Lot
Viktorija Luiz Lot (engl. Victoria Louise Lott; Pixie Lott) je engleska pevačica, tekstopisac, glumica i igračica, rođena 12. januara 1991. godine. Potpisala je za Mercury Records u UK i za Interscope Records u U.S. Njen debi singl"Mama Do (Uh Oh, Uh Oh)" izašao je 8.juna. 2009 godinei odmah je postao broj jedan u UK za izdanje 14.juna. 2009. Na sajtu Billboard magazina opisana je kao prvi britanski ženski solo artist koji je debitovao na lestvici singlova u svojoj domovini, a da nije bila lansirana od strane nekog Reality TV show-a. Dosledni sekundarni singl “Boys and Girls”, izbačen 5.septembra. 2009, takođe je dospeo na vrh UK lestvice i Lott pružio top poziciju za predstojeću nedelju 13.septembra.2009. Njen debi album “Turn It Up” izdat je sutradan 14.septembra.2009 i našao se na šestom mestu albumske UK lestvice.

## 1991—2009
Viktoria je rođena u mestu Bromley, jugoistočni kraj Londona. Trenutno živi sa ocem koji je berzanski mesetar i majkom domaćicom u mestu Essex koje se nalazi u istočnoj oblasti Engleske i ima starijeg brata i sestu. Majka joj je dala nadimak Pixie jer je bila “slatka, sićušna beba” koja je ličila na vilu. 
Nakon što je pevala u svojoj crkvenoj školi, Lott je pohađala Italia Conti Associates Saturday school otkako je napunila 5 godina. Njena porodica se zatim preselila u Essex gde je Lott upisala centralnu školu Italia Conti Academy of Theatre Arts, gde joj je dodeljena stipendija. Za vreme studiranja pojavila se u mjuziklu "Chitty Chitty Bang Bang", u londonskom pozorištu Palladium i u mjuziklu "The Sound Of Music" na BBC One kao Louisa von Trapp. Sa 14 godina bila je deo pozorišne igračke grupe i snimala vokale za operu “Ça Ira” Rogera Watersa.

## 2009—danas: Turn It Up
L.A. Reid čuo je neke od njenih demo snimaka i potpisao je za izdavačku kuću Island Def Jam Music Group kada je imala 15 godina. Nakon promene menadžera, nagađanje je počelo i završilo se tako što Lott sada ima ugovor sa izdavačkom kućom Mercury Records u UK i Interscope Records u U.S.
Pixie je svoj prvi festivalski koncert imala na Isle of Wight festivalu 2009, tokom njene prve pune britanske turneje na kojoj je bila podrška ženskom pop sastavu The Saturdays na njihovoj turneji The Work Tour. 
Debi singl "Mama Do (Uh Oh, Uh Oh)" koji je izašao 8.juna. 2009 godine korišćen je i za video igricu The Sims 3. 
15.avgusta. 2009 Lott je nastupala zajedno sa Hoobastank, The All-American Rejects, Kasabian, Cobra Starship, Dizzee Rascal, Boys Like Girls, Estranged i Raygun na prvom azijskom MTV World Stage koncertu, održanom u mestu Malaysia. 
Dodeljene su joj i tri nominacije na MTV Europe Music Awards 2009 u kategorijama za Best New Act, Best Push Artist i Best European Act.

## Filmovi i televizija
- 2005:
- 2007:
- 2009:
- 2009:

## Diskografija

### Studijski albumi
| godina | naziv                                                                                  | pozicije na top listama | pozicije na top listama | pozicije na top listama | pozicije na top listama | pozicije na top listama | pozicije na top listama | pozicije na top listama | pozicije na top listama | pozicije na top listama | nagrade    | prodaja         |
| godina | naziv                                                                                  | UK                      | IRE                     | NL                      | BEL                     | AUT                     | SWI                     | DEN                     | EU                      | NZ                      | nagrade    | prodaja         |
| ------ | -------------------------------------------------------------------------------------- | ----------------------- | ----------------------- | ----------------------- | ----------------------- | ----------------------- | ----------------------- | ----------------------- | ----------------------- | ----------------------- | ---------- | --------------- |
| 2009   | Turn It Up - Studijski debi album - Izdat: 14 September 2009 - Izdavačka kuća: Mercury | 6                       | 18                      | 92                      | 70                      | 73                      | 49                      | 16                      | 24                      | 30                      | - UK: Gold | - UK : 100,000+ |

### Singlovi
| godina | naziv                    | pozicije na lestvicama | pozicije na lestvicama | pozicije na lestvicama | pozicije na lestvicama | pozicije na lestvicama | pozicije na lestvicama | pozicije na lestvicama | pozicije na lestvicama | pozicije na lestvicama | pozicije na lestvicama | pozicije na lestvicama | pozicije na lestvicama | pozicije na lestvicama | pozicije na lestvicama | pozicije na lestvicama | album      |
| godina | naziv                    | UK                     | IRE                    | EU                     | NL                     | AUS                    | NZ                     | DEN                    | CZE                    | SWI                    | SLO                    | SWE                    | GER                    | BEL (FLA)              | BEL (WAL)              | SPA                    | album      |
| ------ | ------------------------ | ---------------------- | ---------------------- | ---------------------- | ---------------------- | ---------------------- | ---------------------- | ---------------------- | ---------------------- | ---------------------- | ---------------------- | ---------------------- | ---------------------- | ---------------------- | ---------------------- | ---------------------- | ---------- |
| 2009   | "Mama Do (Uh Oh, Uh Oh)" | 1                      | 13                     | 5                      | 20                     | 57                     | 19                     | 8                      | 17                     | 12                     | 27                     | 37                     | 22                     | 33                     | 30                     | 23                     | Turn It Up |
| 2009   | "Boys and Girls"         | 1                      | 4                      | 10                     | —                      | 96                     | —                      | —                      | —                      | —                      | —                      | —                      | —                      | —                      | —                      | —                      | Turn It Up |
| 2009   | "Cry Me Out"             | —                      | —                      | —                      | —                      | —                      | —                      | —                      | —                      | —                      | —                      | —                      | —                      | —                      | —                      | —                      | Turn It Up |

### Ostale pesme na lestvicama
| godina | naziv          | pozicije na lestvicama | pozicije na lestvicama | album          |
| godina | naziv          | UK                     | IRE                    | album          |
| ------ | -------------- | ---------------------- | ---------------------- | -------------- |
| 2009   | "Use Somebody" | 52                     | —                      | Turn It Up     |
| 2009   | "I Got Soul"   | 10                     | 19                     | Charity Single |

## Spoljašnje veze
- Zvanični sajt Архивирано на веб-сајту  (21. септембар 2009)